# اچ‌ام‌اس ال۱۷
اچ‌ام‌اس ال۱۷ (به انگلیسی: HMS L17) یک زیردریایی بود که طول آن ۲۲۸ فوت (۶۹ متر) بود. این زیردریایی در سال ۱۹۱۸ ساخته شد.